# Saltonia incerta
Saltonia incerta là một loài nhện trong họ Dictynidae. Chúng được Richard C. Banks miêu tả năm 1898, và chỉ tìm thấy ở Hoa Kỳ.
Ban đầu, chi này được xếp vào họ Agelenidae, được chuyển sang họ Dictynidae năm 1967.